# Dattelner Kinderschmerztage
Die Dattelner Kinderschmerztage (DKST) sind ein multiprofessioneller Kongress für Kinderschmerztherapie und Pädiatrische Palliativversorgung. Dieser Kongress ist die größte Veranstaltung zu Kinderschmerztherapie und Kinderpalliativversorgung sowohl im deutschsprachigen Raum als auch international. Er bietet Professionellen und Ehrenamtlichen eine Plattform, Schmerzen – oder auch andere belastende Symptome bei Kindern in der Lebensendphase – besser zu verstehen, richtig zu bewerten sowie risikoarm und effizient zu therapieren.

## Konzept
Der seit 2001 alle zwei Jahre im Ruhrfestspielhaus Recklinghausen stattfindende Kongress unter der Leitung von Boris Zernikow richtet sich an Professionelle, die an der Versorgung und Begleitung von Kindern mit Schmerzen oder lebensverkürzenden Erkrankungen beteiligt sind, insbesondere Kinderärzte, Gesundheits- und Kinderkrankenpflegende, Psychologen, Pädagogen und andere Therapeuten sowie Ehrenamtliche in der Kinderpalliativversorgung. Pädiater und Gesundheits- und Kinderkrankenpflegende nehmen den größten Anteil unter den ca. 800 Teilnehmenden ein.
Der erste Kongresstag widmet sich als sogenannter „Education Day“ dem Grundlagenwissen der beiden Themenbereiche. An zwei folgenden Kongresshaupttagen finden parallel etwa 80 Vorträge und Workshops statt. Ein Exkurs zum Kinderpalliativzentrum Datteln und Deutschen Kinderschmerzzentrum an der Vestischen Kinder- und Jugendklinik Datteln wird ebenfalls angeboten. Die Dattelner Kinderschmerztage sind ein praxisorientierter und berufsgruppenübergreifender Fortbildungskongress, der sich auch an aktuellen Forschungsthemen orientiert und Wissen vermittelt.
Ein Rahmenprogramm bietet Teilnehmern und Referenten die Möglichkeit des Kennenlernens, des Austauschs und der Vernetzung.
Seit 2013 wurden die Dattelner Kinderschmerztage in Kooperation mit Österreich (Medizinische Universität Graz, Wiener Kinderhospiz GmbH, St. Anna Kinderspital Wien) und der Schweiz (Universitätsspital Basel und Universitäts-Kinderspital beider Basel, Universitäts-Kinderspital Zürich) als Dreiländerkongress ausgerichtet. 2017 erfolgt eine Ergänzung der Kooperationen mit den Niederlanden (Radboud Universitair Medisch Centrum) – die Dattelner Kinderschmerztage sind dann erstmals „Vierländerkongress für Kinderschmerztherapie und Pädiatrische Palliativversorgung“.
Die fachliche und wissenschaftliche Qualität wird mit der Zertifizierung durch die Ärztekammer Westfalen-Lippe anerkannt. Die Referenten engagieren sich ehrenamtlich für diesen Kongress, es werden keine Honorare ausgezahlt. Auch dieses besondere Engagement macht die Dattelner Kinderschmerztage einzigartig.
Die Organisation wird ehrenamtlich über den Veranstalter sowie Mitarbeiter des Deutschen Kinderschmerzzentrums und Kinderpalliativzentrums Datteln übernommen. Ohne die Beteiligung einer großen Fachgesellschaft oder professionelle Kongressorganisation „lebt“ der Kongress durch das Engagement von Boris Zernikow und seinem Team.
Die Deutsche KinderPalliativStiftung unterstützt die Dattelner Kinderschmerztage seit 2014 finanziell.

## Veranstalter
Veranstalter der Dattelner Kinderschmerztage ist der gemeinnützige Verein „eigenes leben – Hilfen für Kinder mit Schmerzen und lebensverkürzenden Erkrankungen e. V.“. Er wurde im Jahr 2001 von einigen Kinderärzten und Kinderkrankenschwestern in Datteln gegründet, um für die Belange von Kindern mit Schmerzen oder lebenslimitierenden Erkrankungen einzutreten. Der Verein arbeitet eng mit dem Kinderpalliativzentrum Datteln und dem Deutschen Kinderschmerzzentrum zusammen und fördert insbesondere die Fort- und Weiterbildung von Ärzten und Kinderkrankenpflegenden zu den Themen Kinderschmerztherapie und -palliativversorgung.